# Schwarzkogel (Ötztaler Alpen)
Der Schwarzkogel ist ein 3016 m ü. A. hoher Berg der Ötztaler Alpen im österreichischen Land Tirol westlich oberhalb von Sölden.
Von seinem Gipfel hat man einen guten Blick auf den Alpenhauptkamm sowie den höchsten Berg der Gruppe, die Wildspitze.
Im Sommer kann der Berg von Hochsölden und der Rotkogelhütte über den Schwarzsee erreicht werden. Für den Aufstieg muss eine Wegzeit von drei Stunden eingeplant werden. An seinem Nordhang steht etwa 50 Meter unterhalb des Gipfels am Zugangsweg vom Schwarzsee die Bergstation eines der zahlreichen, im Winter offenen Skilifte, welche sich im Skigebiet um die Rotkogelhütte befinden.

## Lage
| \| \| |
|       |

Lage des Schwarzkogels in den Ötztaler Alpen (links)
und in den Alpen (rechts in der Box).